# Niki Ksantu
Niki Ksantu (ur. 11 października 1973 w Rodos) – grecka lekkoatletka, skoczkini w dal, trzykrotna olimpijka (1996, 2000, 2004).

## Osiągnięcia
- 4. miejsce podczas igrzysk olimpijskich (Atlanta 1996)
- srebrny medal mistrzostw świata (Ateny 1997)
- złoto igrzysk śródziemnomorskich (Bari 1997)
- złoty medal halowych mistrzostw Europy (Wiedeń 2002)

## Rekordy życiowe
- skok w dal – 7,03 (1997)
- skok w dal (hala) – 6,91 (1997)

Oba te rekordy są także rekordami Grecji.